# 塩谷奉正
塩谷 奉正（しおのや ともまさ）は、江戸時代の武士。

## 生涯

### 略歴
塩谷義通流塩谷氏の六代目。塩谷明正の嫡男として生まれる。
江戸幕府の御家人として、寛延3年（1750年）12月16日御勘定に列し、宝暦2年（1752年）2月12日に検地のために関東諸国を回った。宝暦7年（1757年）10月8日に家督を継ぎ、翌年の7月2日には関東及び甲斐、美濃、伊勢等の河川の普請に従事し、この功により時服2枚、黄金2枚を賜った。
寛政7年（1795年）4月14日、老身を理由に引退して小普請となり、同年5月17日に没した。享年77。

### 跡継ぎを巡って
天明6年（1786年）に嫡男正房が33歳という若さで奉正に先立って没すると、正房の遺児である鉄之丞を養子とするが、鉄之丞も間もなく病死した。次男正住は病者のために家督を継げず、三男正英（鈴木正誼）は既に養子に出しており、家督を継ぐ者がなくなった。
奉正は弟の正澄の娘や嫡男正房の妻の父中村孝邦の娘（正房室の妹）を養女としており、正房が亡くなった後は正房の娘も養女としていた。正房の死から2年後の天明8年（1788年）、養女としていた正房の娘おかねの婿として、鳥見役粟津家の粟津清喬の次男（庶子）を養子に迎えて跡継ぎとした。塩谷正義（塩谷大四郎）である。